# Parascolopsis inermis
Parascolopsis inermis är en fiskart som först beskrevs av Temminck och Schlegel, 1843.  Parascolopsis inermis ingår i släktet Parascolopsis och familjen Nemipteridae. Inga underarter finns listade i Catalogue of Life.